# Степне (Ілецький район)
Степне́ (рос. Степное) — село у складі Ілецького району Оренбурзької області, Росія.
Стара назва — Бондаренков.

## Населення
Населення — 50 осіб (2010; 134 у 2002).
Національний склад (станом на 2002 рік):
- казахи — 70 %